# 夏烏戈納爾·法格恩
夏烏戈納爾·法格恩（Chaugnar Faugn），是克苏鲁神话中的虚构神灵，舊日支配者的一位。

## 概述
曾經棲息在比利牛斯山脉的吸血象神，现在被供奉在藏高原的洞穴中。
身体由与地球一样古老的岩石構成。与人类差不多大小，拥有人类般的手臂和肩膀、粗壮的腹部和腿部、喇叭狀能夠伸展的長鼻、网状触手組成的象耳朵，以及水晶般透明的尖牙。
白天，夏烏戈納爾·法格恩看起来像坐在宝座上的怪异石像。然而，到了晚上，法格恩會开始移动，伸展鼻子和触手并吸食人血。
法格恩創造了從兩棲生物進化來的僕從種族米里·尼格利（Miri Nigri）。
夏烏戈納爾·法格恩的“兄弟”會响应開始活動的石像而出现。「兄弟」是在维度层面上相连，與石像本體是同個實體。所有的“兄弟”无论远近都受到本体的影响，所以如果本体被打敗，那其他「兄弟」亦被打敗。
在TRPG《克苏鲁的呼唤》中，將夏烏戈納爾·法格恩設定為丘丘人的神明。在該設定下，米里·尼格利和丘丘人都是夏烏戈納爾·法格恩的僕從種族。

## 登場作品
- 弗蘭克·貝爾納普·朗（Frank Belknap Long）《恐怖之山》（The Horror from the Hills）